# Municipio de Big Rock (Arkansas)
Big Rock Township es una subdivisión territorial del condado de Pulaski, Arkansas, Estados Unidos. Según el censo de 2020, tiene una población de 228 376 habitantes.
Es una subdivisión exclusivamente geográfica, por cuanto el estado de Arkansas no utiliza la herramienta de los townships como municipios.

## Geografía
La subdivisión está ubicada en las coordenadas 34°44′30″N 92°24′43″O / 34.74167, -92.41194 (34.741774, -92.412071). Según la Oficina del Censo, tiene una superficie total de 1125.92 km², de la cual 1044.92 km² corresponden a tierra firme y 78.08 km² están cubiertos de agua.

## Demografía
Según el censo de 2020, hay 228 376 personas residiendo en la zona. La densidad de población es de 218.56 hab./km². El 46.23% de los habitantes son blancos, el 38.32% son afroamericanos, el 0.58% son amerindios, el 3.24% son asiáticos, el 0.04% son isleños del Pacífico, el 5.85% son de otras razas y el 5.75% son de una mezcla de razas. Del total de la población, el 9.86% son hispanos o latinos de cualquier raza.